# Cartaginense
La Cartaginense era una provincia del Tardo impero romano facente parte della Spagna romana.

## Statuto

La Spagna romana nel 293 dopo la riforma tetrarchica.

La provincia Carthaginense, come la Tarraconense, era governata da un praeses, dipendente dal vicarius Hispaniae. Al contrario, le province Lusitania, Gallaecia e Baetica erano di rango consolare, secondo il Breviarium Rerum Gestarum Populi Romani di Rufio Festo. Il praeses esercitava funzioni fiscali, giudiziarie ed era incaricato della supervisione delle opere pubbliche (cursus publicus).

## Storia
Nel 293, con la riforma tetrarchica venne formata la dioecesis Hispaniae, divenendo una delle quattro diocesi governate da un vicarius della prefettura del pretorio delle Gallie (che comprendeva le province della Gallia), oltre alla Germania superiore ed Inferiore ed alla Britannia). La diocesi aveva come capitale Emerita Augusta (Mérida), comprendendo le cinque province peninsulari iberiche (Baetica, Gallaecia e Lusitania, ciascuna sotto un governatore di rango consolare; oltre alla Carthaginiensis ed alla Tarraconensis, ciascuna governata da un praeses), e le isole Baleari a cui fu aggiunta parte del nord Africa (Mauretania Tingitana).
La provincia visse un periodo di tranquillità fino al 409, quando la penisola iberica fu invasa da Vandali (suddivisi in Asdingi e Silingi), Alani e Suebi, le stesse popolazioni che tre anni prima, nel 406, avevano invaso la Gallia varcando il fiume Reno. È possibile che questa invasione fosse stata scatenata dalla migrazione degli Unni nella grande pianura ungherese, avvenuta tra il 400 e il 410; infatti Vandali, Alani e Svevi vivevano proprio nella zona dove si sarebbero insediati gli Unni, e la minaccia unna potrebbe averli spinti a invadere prima la Gallia e poi la Spagna. Le devastazioni furono devastanti, secondo il colorito resoconto retorico del cronista Idazio:
XVI. Debacchantibus per Hispanias barbaris, et saeviente nihilominus pestilentiae malo, opes et conditam in urbibus substantiam tyrannicus exactor diripit, et miles exhaurit [Ms. milites]: fames dira grassatur, adeo ut humanae carnes ab humano genere vi famis fuerint devoratae: matres quoque necatis vel coctis per se natorum suorum sint pastae corporibus. Bestiae occisorum gladio, fame, pestilentia, cadaveribus assuetae, quosque hominum fortiores interimunt, eorumque carnibus pastae passim in humani generis efferantur interitum. Et ita quatuor plagis ferri, famis, pestilentiae, bestiarum, ubique in toto orbe saevientibus, praedictae a Domino per prophetas suos annuntiationes implentur.

XVII. Subversis memorata plagarum grassatione Hispaniae provinciis, barbari ad pacem ineundam, Domino miserante conversi[...].»
[Anno 410] Imperversando i barbari per la Spagna, e infuriando il male della pestilenza, l’esattore tirannico e il soldato depredano le sostanze nascoste nelle città: la carestia infuriò, così forte che le carni umane furono divorate dal genere umano: le madri uccisero o cuocerono i propri nati mangiandoseli. Le bestie feroci, abituati ai cadaveri uccisi con la spada, dalla fame o malattia, uccidono qualsiasi essere umano con le forze che gli rimanevano, si nutrono di carne, preparando la brutale distruzione del genere umano. E la punizione di Dio, preannunciata dai profeti, si verificò con le quattro piaghe che devastarono l’intera Terra: ferro, carestia, pestilenza e le bestie.

[Anno 411] Dopo aver diffuso per le province di Spagna queste piaghe, il Signore ebbe pietà ed i barbari furono costretti alla pace[...].»
(Idazio, Cronaca, anni 409-411.)

La Spagna nel V secolo, con le popolazioni vandaliche di Asdingi (nel nord-ovest) e Silingi (nel sud).

Nel 411, occupata la Spagna, se la spartirono tra loro come segue:
(Idazio, Cronaca.)
La Cartaginense, come la Lusitania, fu dunque assegnata agli Alani, che all'epoca dovevano costituire la forza predominante della coalizione. Tra il 416 e il 418 gli invasori del Reno subirono, però, la controffensiva dei Visigoti di Vallia per conto dell'Imperatore d'Occidente: vennero annientati nella Betica i Vandali Silingi mentre gli Alani subirono perdite così consistenti da giungere a implorare la protezione dei rivali Vandali Asdingi, stanziati in Galizia. Grazie a questi successi, le province ispaniche della Lusitania, della Cartaginense e della Betica tornarono sotto il controllo romano, ma il problema ispanico non si era tuttavia ancora risolto, anche perché dopo la sconfitta, Vandali Siling e Alani si coalizzarono con i Vandali Hasding, il cui re, Gunderico, divenne re dei Vandali e Alani.

La Spagna della metà V secolo, divisa tra Suebi (ad Occidente) e Visigoti (ad Oriente).

La nuova coalizione vandalo-alana tentò subito di espandersi in Galizia a danni degli Svevi, costringendo i Romani a intervenire nel 420: l'attacco romano non portò però all'annientamento dei Vandali, ma li spinse piuttosto in Betica, che da essi prese in nome di "Vandalucia" (Andalusia). Nel 422 sconfissero proprio in Betica la coalizione romano-visigota, condotta dal generale Castino, forse grazie a un presunto tradimento dei Visigoti.
La partenza dei Vandali per l'Africa aveva lasciato la Spagna libera dai Barbari, fatta eccezione per gli Svevi in Galizia. La scarsa attenzione riservata dal governo centrale alla Spagna, dovuta alle altre diverse minacce esterne sugli altri fronti (Gallia, Africa, Illirico), permise, tuttavia, agli Svevi, sotto la guida del loro re Rechila, di espandersi su gran parte della penisola iberica: tra il 439 e il 441, essi occuparono Merida (capoluogo della Lusitania), Siviglia (441) e le province della Betica e della Cartaginense. L'unica provincia ispanica ancora rimasta sotto il controllo di Roma era la Tarraconense, che tuttavia era infestata dai separatisti Bagaudi. Furono vane le campagne successive di riconquista condotte da Ezio: se le prime due, condotte dai comandanti Asturio (441) e Merobaude (443), avevano come fine il recuperare perlomeno la Tarraconense ai Bagaudi, quella di Vito (446), più ambiziosa, tentò di recuperare la Betica e la Cartaginense, finite in mano sveva, ma, nonostante il sostegno dei Visigoti, l'esercito romano fu annientato dal nemico. Questo fallimento era attribuibile almeno in parte al fatto che Ezio non poteva concentrare tutte le sue forze nella lotta contro gli Svevi vista la minaccia unna.
Secondo Kulikowski, tuttavia, non sembra che il controllo svevo su Betica e Cartaginense fosse molto saldo: gli Svevi erano in numero troppo esiguo per controllare saldamente quelle due province, e sembra che Rechila fosse riuscito a controllarle eliminando i funzionari provinciali da esse tramite le sue campagne di conquista, in modo «da eliminare fonti alternative di potere locale e competitori diretti per le ricchezze e per il gettito delle regioni»; in altre parole, secondo Kulikowski, «le conquiste di Rechila furono puramente nominali e consistevano più nell'abilità di raccogliere tributi senza l'opposizione di autorità imperiali che in un'occupazione fisica di territori». Secondo Kulikowski, la conquista sveva di Cartaginense e Betica fu ottenuta anche grazie all'appoggio fornito agli svevi da alcuni elementi locali, e ciò spiegherebbe perché l'esercito romano di Vito rinforzato da foederati Visigoti spogliò i provinciali delle due province durante il tentativo di riconquista del 446: per punirli per aver tradito lo stato romano appoggiando la presa di potere degli Svevi. Va peraltro notato che, in un anno imprecisato tra il 446 e il 455 (forse durante le negoziazioni di pace nel 452) gli Svevi avevano restituito la Cartaginense a Roma, dato che Idazio narra che nell'anno 455 gli Svevi saccheggiarono la Cartaginense, che «in precedenza gli Svevi avevano restituito ai Romani»; sembra dunque evidente che dopo la campagna di Vito una qualche forma di controllo romano almeno sulla Cartaginense, se non addirittura sulla Betica, fu ristabilito.
Nel 455 la Cartaginense, insieme alla Tarraconense, venne devastata dagli Svevi; il nuovo imperatore Avito, un gallo-romano di classe alto - senatoria acclamato imperatore ad Arelate con il sostegno militare dei Visigoti, inviò dunque in Spagna i Visigoti per difendere le province ispaniche in nome di Roma: i Visigoti, però, se riuscirono ad annientare gli Svevi, saccheggiarono il territorio ispanico e se ne impadronirono a scapito dei Romani. Inviso alla classe dirigente romana e all'esercito d'Italia per la sua gallica estraneità, contro Avito si rivoltarono i generali dell'esercito italico Ricimero, nipote del re visigoto Vallia, e Maggioriano, che, approfittando dell'assenza dei Visigoti, partiti per la Spagna per combattere gli Svevi, lo sconfissero presso Piacenza nel 456 e lo deposero. Il vuoto di potere creatosi alimentò le tensioni separatiste nei vari regni barbarici che si stavano formando.
Visigoti e Burgundi si rivoltarono non riconoscendo Maggioriano come imperatore: i Burgundi occuparono Lione e la Valle del Rodano, mentre i Visigoti si rifiutarono di riconsegnare la diocesi di Spagna che avevano conquistato a nome dell'Impero. Maggioriano condusse il suo esercito in Gallia, sconfiggendo i Visigoti e costringendoli a ritornare nella condizione di foederati e di riconsegnare la diocesi di Spagna, che Teodorico aveva conquistato tre anni prima a nome di Avito. Dopo aver sconfitto anche i Burgundi e pacificata la Gallia, Maggioriano marciò dunque in Spagna in vista di una spedizione militare contro i Vandali: mentre Nepoziano e Sunierico sconfiggevano i Suebi a Lucus Augusti e conquistavano Scallabis in Lusitania, l'imperatore passò da Caesaraugusta (Saragozza), dove fece un adventus imperiale formale, e aveva raggiunto la Cartaginense, quando la sua flotta, attraccata a Portus Illicitanus (vicino ad Elche), fu distrutta per mano di traditori al soldo dei Vandali. Maggioriano, privato di quella flotta che gli era necessaria per l'invasione, annullò l'attacco ai Vandali e si mise sulla via del ritorno: quando ricevette gli ambasciatori di Genserico, accettò di stipulare la pace, che probabilmente prevedeva il riconoscimento romano dell'occupazione de facto della Mauretania da parte vandala. Al suo ritorno in Italia, venne assassinato per ordine di Ricimero nell'agosto 461. La morte di Maggioriano significò la definitiva perdita della Spagna a favore dei Visigoti: infatti, dopo il ritiro dalla Spagna di Maggioriano, nessun altro ufficiale romano è attestato nelle fonti nella penisola iberica, rendendo evidente che dopo il 460 la Spagna non faceva più - di fatto - parte dell'Impero.